# 巴赫 (蒂罗尔州)
巴赫（德語：Bach）是奥地利蒂罗尔州罗伊特县的一个市镇。总面积56.9平方公里，总人口684人，人口密度12.0人/平方公里（2005年）。